# Крюссоль, Александр-Шарль-Эмманюэль де
Александр-Шарль-Эмманюэль де Крюссоль (фр. Alexandre-Charles-Emmanuel de Crussol; 5 июля 1743, Париж — 17 декабря 1815, там же), называемый бальи де Крюссолем — французский генерал и парламентарий.

## Биография
Второй сын маркиза Пьера-Эмманюэля де Крюссоль-Флорансака и Шарлотты-Маргерит Флёрьо д'Арменонвиль.
Рыцарь Мальтийского ордена языка Франции (15.09.1763). Носил титул великого бальи.
Принадлежал к военному дому графа д'Артуа, был капитаном его гвардии и пользовался большим доверием принца, которого сопровождал в 1782 году на осаду Гибралтара.
Бригадир кавалерии (1.03.1780). 1 января 1784 произведен в лагерные маршалы и пожалован в рыцари орденов короля.
9 мая 1789 был избран депутатом Генеральных штатов от знати превотства и виконтства Парижа ("Парижа вне стен"). Состоял в партии двора, боролся против новых идей и жаловался на заседании 5 августа на то, что накануне его экипаж был остановлен на учебном плацу буржуазной милицией.
Эмигрировал вместе с принцами, стал генерал-лейтенантом и сражался за их дело.
Вернулся во Францию при Реставрации, 4 июня 1814 был назначен пэром. Умер в конце следующего года, успев проголосовать за казнь маршала Нея.